# Lophius vomerinus
Il Lophius vomerinus è un pesce appartenente alla famiglia delle Lophiidae presente nell'oceano atlantico e simile alla rana pescatrice (Lophius piscatorius) presente nelle acque del mediterraneo e pescata in Italia.

## Interesse commerciale
Una delle specie ittiche più pregiate, è catturato con palangari e reti a strascico. La quantità prelevata comunicata per questa specie alla FAO per il 1999 è stata di 20 771 t. I paesi con le maggiori quantità catturate sono stati la Namibia (13 790 t) e il Sudafrica (6 949 t).
Viene commercializzato fresco e congelato.